# Vogelsang (Sudelfeld)
Der Vogelsang ist ein 1563 m ü. NHN hoher Gipfel im Mangfallgebirge.

## Topographie
Der Vogelsang ist ein Gratabsatz in der Traithengruppe in der nördlichen Verlängerung des Nordgrates des Kleinen Traithen oberhalb des Sudelfeldes.
Wenig unterhalb befindet sich noch der Kitzlahnerkopf, auf den auch ein Lift des Skigebietes Sudelfeld führt.
Der mit Gipfelkreuz versehene Vogelsang ist eher einfach von der Speckalm aus erreichbar.